# باتريك فونجوايو
باتريك فونجوايو (بالإنجليزية: Patrick Phungwayo)‏ (6 يناير 1988 جنوب أفريقيا - ) هو لاعب كرة قدم جنوب أفريقي، شارك في كأس الأمم الأفريقية 2015.

## روابط خارجية
- باتريك فونجوايو على موقع قاعدة بيانات كرة القدم.إي يو (الإنجليزية)
- باتريك فونجوايو على موقع Soccerway.com (الإنجليزية)